# Zentrum (Verein)
Zentrum (bis 2022 Zentrum Automobil) ist ein in Deutschland eingetragener Verein mit einem rechtsextremen Hintergrund, der sich selbst als Gewerkschaft für Angestellte der Automobilindustrie bezeichnet. Der thüringische Verfassungsschutz warnte 2021 vor der Organisation.

## Geschichte
Gegründet wurde Zentrum Automobil Ende 2009 im Daimler-Werk in Stuttgart-Untertürkheim von Oliver Hilburger. Als Verein wurde er am 23. November 2009 im Amtsgericht Stuttgart eingetragen. Hilburger war bereits seit 2006 als Betriebsrat sowie ehrenamtlicher Arbeitsrichter für die Christliche Gewerkschaft Metall (CGM) tätig, musste sich jedoch 2008 aus diesen Funktionen zurückziehen, nachdem seine Mitgliedschaft als Gitarrist in der Rechtsrock-Band „Noie Werte“ bekannt geworden war. Oliver Hilburger hat zudem Bezüge zur Terrororganisation Blood and Honour sowie zu den rechtsextremen Parteien NPD und dem III. Weg.
2010 trat der Verein zum ersten Mal bei den Betriebsratswahlen im Daimler-Werk Untertürkheim an, bei denen Hilburger und ein weiteres Mitglied in den Betriebsrat gewählt wurden. Bei der folgenden Betriebsratswahl 2014 stellte Zentrum Automobil im Daimler-Werk Untertürkheim 2014 vier Betriebsräte.
Ab 2015 vernetzte sich Zentrum Automobil mit dem Verein Ein Prozent und der rechtsextremen Zeitschrift Compact. Zu den Betriebsratswahlen 2018 startete Zentrum Automobil mit Unterstützung von Compact und „Ein Prozent“ die Kampagne „Werde Betriebsrat“. In diesem Zusammenhang sprach Hilburger im Februar 2018 vor den Betriebswahlen auf einer Pegida-Kundgebung in Dresden, wo eine von „Ein Prozent“, Compact und Zentrum Automobil herausgegebene Zeitung „Alternative Gewerkschaft“ verteilt wurde. Mit diesen Aktivitäten wurde „der betriebliche Raum“ und „die Anonymität“ verlassen, um entschlossen einen „Generalangriff auf die Gewerkschaften“ zu verkünden. Bei den Wahlen 2018 erlangte Zentrum Automobil mit 13,2 % sechs Betriebsräte. Auch an anderen Standorten trat sie erfolgreich zu Betriebsratswahlen an. Bei den Wahlen 2018 am Daimler Standort Sindelfingen stellte Zentrum Automobil mit 3,4 % zwei Betriebsräte, am Standort Daimler Rastatt mit 8,1 % drei Betriebsräte, bei Porsche in Leipzig im Verbund mit der Liste „IG Beruf und Familie“ mit 6 % zwei Betriebsräte und bei BMW in Leipzig mit 12 % vier Betriebsräte. In Zusammenarbeit mit „Ein Prozent“ vertreibt Zentrum Automobil das Betriebsblatt „Kompass“. Bundesweit erlangte Zentrum Automobil 2018 von 180.000 19 Mandate.
Bei den Betriebswahlen 2022 konnte Zentrum Automobil im Daimler-Werk Untertürkheim mit 15,8 % sieben Betriebsräte stellen. Im Daimler-Werk Rastatt stellte das Zentrum weiterhin drei Betriebsräte. In den Leipziger Werken von BMW und Porsche halbierten sich die Mandate von vier auf zwei beziehungsweise zwei auf einen.

## Inhaltliches Profil
Entwicklungsgeschichtlich durchlief das inhaltliche Profil des Vereins bisher zwei Phasen. In der ersten Phase (2009 bis 2015) zeichnete sich Zentrum Automobil durch eine gegen Klassenkampf gerichtete Rhetorik, welche sich auch gegen die IG Metall als „Klassenkämpfer“ richtete. 2011 etwa sprach sich der Verein in einer Werbebroschüre Unsere Ziele „für die moralische Pflicht des Einzelnen“, gegen die „Gewinnmaxime der Unternehmen“, für eine „sozialverträgliche Entlohnung […] für sämtliche Berufsgruppen“, gegen „zu hohe Managergehälter“, aber auch für die Anerkennung der „gegenseitigen Abhängigkeit von Arbeitnehmer und Arbeitgeber“ und entschlossen gegen den „Klassenkampfgedanken Arbeitnehmer Gegen Arbeitgeber“ aus.
In der zweiten Phase ab 2015, bedingt durch die Vernetzung und Kooperationstreffen mit neurechten Gruppierungen wie „Compact“ und „Ein Prozent“, erfolgte ein markanter Strategiewechsel. Hilburger und sein Zentrum Automobil setzten nunmehr auf eine „populistische Oben-Unten-Gegenüberstellung“: Oben das „Co-Management“ der „Monopolgewerkschaften“ mit den Unternehmen und Unten die hierdurch vernachlässigten einfachen Arbeiter. Zentrum Automobil präsentiert sich heute als „die Opposition zu den gekauften Einheitsgewerkschaften“, die sich „gegen den Arbeitsexport durch die Globalisierung, das Co-Management als legalisierte Korruption, Lohnverzicht als Erpressungsmittel milliardenschwerer Großkonzerne und die faulen Kompromisse satter Gewerkschaftsfunktionäre“ sträubt.
Der Verein ist politisch rechts einzuordnen. Er greift inhaltlich die soziale Frage mit dem ideologischen Hintergrund der Neuen Rechten auf.
In Publikationen wird die Globalisierung als „Virus“ beschrieben und Co-Management abgelehnt.
Ende 2021 mobilisierte Zentrum Automobil zusammen mit vielen anderen Akteuren des rechtsextremen Spektrums gegen die Maßnahmen gegen Covid-19 und rief zum Impfstreik auf. An derartigen Kundgebungen war auch die rechtsgerichtete Pseudogewerkschaft Zentrum Gesundheit & Soziales beteiligt.
Beim Bundesparteitag der AfD im Juni 2022 warb neben anderen Delegierten Björn Höcke für den Antrag, das Zentrum von der Unvereinbarkeitsliste der Partei zu streichen. Rund 60 Prozent der Delegierten stimmten dem zu.